# Arrondissement de Gex
Pour les articles homonymes, voir Gex (homonymie).
L'arrondissement de Gex est un des quatre arrondissements du département de l'Ain, en région Auvergne-Rhône-Alpes, dont la ville de Gex est le chef-lieu. Il se situe à l'extrémité nord-est du département et fait partie du Grand Genève. Il fait partie du Pays de Gex, ancienne possession du duché de Savoie aujourd'hui répartie entre Suisse et France. Les habitants du Pays de Gex sont appelés les Gessiens et les Gessiennes.

## Composition
Jusqu'en 2015, le territoire de l'arrondissement comprend trois cantons :
- canton de Collonges ;
- canton de Ferney-Voltaire ;
- canton de Gex.

L'arrondissement dans l'Ain jusqu'en 2016.

En 2015, avec la modification de l'organisation des cantons, il existe des cantons à cheval sur plusieurs arrondissements, ce qui implique que l'arrondissement comprend trois cantons et une fraction d'un autre :
- canton de Gex ;
- canton de Saint-Genis-Pouilly ;
- canton de Thoiry ;
- canton de Bellegarde-sur-Valserine (2 communes).

L'arrondissement dans l'Ain depuis 2017.

Enfin en 2017, avec la réorganisation des intercommunalités, les arrondissements suivent les limites de ces structures. L'arrondissement équivaut au territoire de la communauté de communes du Pays de Gex. Cela implique que Confort et Lancrans quittent ce territoire au profit de l'arrondissement de Nantua.
Au 1er janvier 2024, l'arrondissement groupe les 27 communes suivantes :
| Nom                    | Code Insee | Intercommunalité     | Superficie (km2) | Population (dernière pop. légale) | Densité (hab./km2) | Modifier                                    |
| ---------------------- | ---------- | -------------------- | ---------------- | --------------------------------- | ------------------ | ------------------------------------------- |
| Gex (chef-lieu)        | 01173      | CA Pays de Gex Agglo | 32,02            | 13 455 (2022)                     | 420                | modifier les données · modifier les données |
| Cessy                  | 01071      | CA Pays de Gex Agglo | 6,39             | 5 570 (2022)                      | 872                | modifier les données · modifier les données |
| Challex                | 01078      | CA Pays de Gex Agglo | 8,67             | 1 628 (2022)                      | 188                | modifier les données · modifier les données |
| Chevry                 | 01103      | CA Pays de Gex Agglo | 5,84             | 2 301 (2022)                      | 394                | modifier les données · modifier les données |
| Chézery-Forens         | 01104      | CA Pays de Gex Agglo | 46,57            | 436 (2022)                        | 9,4                | modifier les données · modifier les données |
| Collonges              | 01109      | CA Pays de Gex Agglo | 16,25            | 2 260 (2022)                      | 139                | modifier les données · modifier les données |
| Crozet                 | 01135      | CA Pays de Gex Agglo | 27,47            | 2 354 (2022)                      | 86                 | modifier les données · modifier les données |
| Divonne-les-Bains      | 01143      | CA Pays de Gex Agglo | 33,88            | 10 300 (2022)                     | 304                | modifier les données · modifier les données |
| Échenevex              | 01153      | CA Pays de Gex Agglo | 16,44            | 2 227 (2022)                      | 135                | modifier les données · modifier les données |
| Farges                 | 01158      | CA Pays de Gex Agglo | 14,28            | 1 065 (2022)                      | 75                 | modifier les données · modifier les données |
| Ferney-Voltaire        | 01160      | CA Pays de Gex Agglo | 4,78             | 11 530 (2022)                     | 2 412              | modifier les données · modifier les données |
| Grilly                 | 01180      | CA Pays de Gex Agglo | 7,50             | 873 (2022)                        | 116                | modifier les données · modifier les données |
| Léaz                   | 01209      | CA Pays de Gex Agglo | 11,40            | 887 (2022)                        | 78                 | modifier les données · modifier les données |
| Lélex                  | 01210      | CA Pays de Gex Agglo | 17,63            | 236 (2022)                        | 13                 | modifier les données · modifier les données |
| Mijoux                 | 01247      | CA Pays de Gex Agglo | 22,00            | 297 (2022)                        | 14                 | modifier les données · modifier les données |
| Ornex                  | 01281      | CA Pays de Gex Agglo | 5,64             | 4 903 (2022)                      | 869                | modifier les données · modifier les données |
| Péron                  | 01288      | CA Pays de Gex Agglo | 26,01            | 2 900 (2022)                      | 111                | modifier les données · modifier les données |
| Pougny                 | 01308      | CA Pays de Gex Agglo | 7,77             | 792 (2022)                        | 102                | modifier les données · modifier les données |
| Prévessin-Moëns        | 01313      | CA Pays de Gex Agglo | 12,07            | 9 081 (2022)                      | 752                | modifier les données · modifier les données |
| Saint-Genis-Pouilly    | 01354      | CA Pays de Gex Agglo | 9,77             | 14 584 (2022)                     | 1 493              | modifier les données · modifier les données |
| Saint-Jean-de-Gonville | 01360      | CA Pays de Gex Agglo | 12,36            | 2 042 (2022)                      | 165                | modifier les données · modifier les données |
| Sauverny               | 01397      | CA Pays de Gex Agglo | 1,89             | 1 003 (2022)                      | 531                | modifier les données · modifier les données |
| Ségny                  | 01399      | CA Pays de Gex Agglo | 3,24             | 2 676 (2022)                      | 826                | modifier les données · modifier les données |
| Sergy                  | 01401      | CA Pays de Gex Agglo | 9,46             | 2 279 (2022)                      | 241                | modifier les données · modifier les données |
| Thoiry                 | 01419      | CA Pays de Gex Agglo | 28,93            | 6 356 (2022)                      | 220                | modifier les données · modifier les données |
| Versonnex              | 01435      | CA Pays de Gex Agglo | 5,89             | 2 222 (2022)                      | 377                | modifier les données · modifier les données |
| Vesancy                | 01436      | CA Pays de Gex Agglo | 10,70            | 513 (2022)                        | 48                 | modifier les données · modifier les données |
| Arrondissement de Gex  | 013        |                      | 404,90           | 104 770 (2022)                    | 259                | modifier les données                        |

## Géographie
L'arrondissement de Gex est un territoire très individualisé de par son emplacement, coincé entre la haute chaine du Jura et la frontière suisse. Il n'est relié au reste du territoire français que par trois voies. On peut distinguer deux zones :
- La montagne, véritable épine dorsale du pays et barrière climatique qui culmine au Crêt de la Neige à 1720 mètres d'altitude. Au sommet les alpages produisent le lait entrant dans la fabrication du fameux bleu de Gex. Le versant est recouvert de forêts.
- La plaine, adossée à la montagne, a une altitude comprise entre 350 et 600 mètres. C'est une zone densément peuplée et en cours d'urbanisation, essentiellement tournée vers la Suisse et largement ouverte sur le bassin lémanique et le Grand Genève.

13 communes gessiennes sont intégrées dans le Parc naturel régional du Haut-Jura : Cessy, Collonges, Crozet, Échenevex, Farges, Gex, Grilly, Léaz, Péron, Pougny, Saint-Jean-de-Gonville, Sergy, Thoiry, Vesancy.

## Administration
| Période           | Période          | Identité                | Fonction précédente     | Observation                                              |
| ----------------- | ---------------- | ----------------------- | ----------------------- | -------------------------------------------------------- |
| 2003              | 2007             | Gilles Giuliani         |                         |                                                          |
| 2007              | 2012             | Olivier Laurens-Bernard |                         |                                                          |
| 2012              | 2016             | Stéphane Donnot         |                         |                                                          |
| 17 août 2016      | 25 novembre 2020 | Benoît Huber            |                         | Nommé directeur de cabinet du préfet des Alpes-Maritimes |
| 30 décembre 2020, | 30 août 2022,    | Pascaline Boulay        | Sous-préfète de Louhans |                                                          |
| 10 octobre 2022,  | En cours         | Joël Bourgeot           | Sous-préfet de Dole     |                                                          |

## Population
La zone frontalière connait un phénomène de métropolisation progressive autour du Grand Genève. L'habitat pavillonnaire s'y développe beaucoup en recouvrant un vaste espace.
Les communes de plus de 4 000 habitants sont : Divonne-les-Bains, Ferney-Voltaire, Gex, Saint-Genis-Pouilly, Prévessin-Moëns et Thoiry.
Paradoxalement, l'arrondissement de Gex bénéficie d'une offre de formation très complète de Bac à Bac+5 sur de nombreuses filières (Lycée de Ferney-Voltaire, Greta, CNAM). Ce positionnement s'explique par la proximité de Genève. L'antenne du CNAM pour le bassin est même le premier établissement français à avoir obtenu le label suisse eduQua signe d'un échange transfrontalier soutenu. La grande région genevoise s'étend sur près de la moitié du bassin lémanique et en fait la troisième agglomération de Rhône-Alpes après Lyon et Grenoble[réf. nécessaire]. Dans le cadre des accords de développement des grandes agglomérations européennes les institutions françaises et suisses travaillent à l'élaboration d'un projet d'agglomération franco-valdo-genevois raisonné. Les thématiques majeures du développement tant économique que social, urbain et autres sont envisagées selon une politique territoriale binationale cohérente.

En 2022, l'arrondissement comptait 104 770 habitants.
| 1968   | 1975   | 1982   | 1990   | 1999   | 2006   | 2011   | 2016   | 2021    |
| ------ | ------ | ------ | ------ | ------ | ------ | ------ | ------ | ------- |
| 23 378 | 34 494 | 40 826 | 52 200 | 59 336 | 69 762 | 81 740 | 93 027 | 102 027 |

| 2022    | - | - | - | - | - | - | - | - |
| ------- | - | - | - | - | - | - | - | - |
| 104 770 | - | - | - | - | - | - | - | - |

## Économie
La région et son économie sont fortement liées à la Suisse voisine (cantons de Genève et de Vaud). De nombreux frontaliers travaillent dans ces cantons. Le CERN (Organisation européenne pour la recherche nucléaire - le laboratoire européen de physique des particules) est situé en partie dans l'arrondissement de Gex.
La fonction agricole tend à disparaître, remplacée par les fonctions résidentielles et commerciales. Le niveau des prix pratiqués est extrêmement élevé, le logement est tout de même plus abordable qu'à Genève.

## Accès
Trois routes relativement difficiles permettent d'y accéder depuis le reste de la France : 
- le col de la Faucille sur la route nationale 5 ;
- le défilé du Fort L'Écluse qui suit le Rhône vers Bellegarde sur la route nationale 206 ;
- le pont « Carnot » sur le Rhône vers la Haute-Savoie - Pont construit par Marie François Sadi Carnot, alors ingénieur en chef des Ponts et Chaussées de Haute-Savoie.

Gares ferroviaires à Genève, Bellegarde-sur-Valserine et Annemasse.
Aéroports : aéroport international de Genève accessible depuis Ferney-Voltaire par le « secteur français » de l'aéroport et celui d'Annecy 50 km plus au sud.

## Tourisme
- Sports d'hiver

Les monts Jura permettent la pratique du ski de descente avec la station de Monts Jura située sur trois sites, Mijoux/col de la Faucille, Lélex/Crozet et Menthières et du ski de fond sur le site de La Vattay.
- Thermalisme

La station thermale de Divonne-les-Bains est spécialisée dans le traitement des affections psychosomatiques et du stress. Elle héberge un des premiers casinos de France.
- Randonnée

La réserve naturelle nationale de la Haute Chaîne du Jura est parcourue par de nombreux sentiers de randonnées dont le GR Balcon du Léman, elle offre de nombreux itinéraires en forêt ou sur les alpages avec en toile de fond Genève et son jet d'eau, le lac Léman et l'arc alpin avec une vue panoramique sur la chaîne du Mont-Blanc.
- La ville de Ferney-Voltaire est célèbre pour avoir abrité au XVIIIe siècle, le philosophe Voltaire qui en est devenu le bienfaiteur. On peut visiter son château.
- Le petit village de Vesancy mérite également le détour.

## Zone franche
La partie de l'arrondissement de Gex située dans l'arrière-pays de Genève entre la crête du Jura et la frontière franco-suisse constitue la zone franche du pays de Gex. Le statut de cette zone de libre-échange permet principalement aujourd'hui aux agriculteurs gessiens d'exporter leur produits en Suisse et aux résidents français d'acheter en Suisse des véhicules d'occasion ou sur le territoire français des véhicules non assemblés dans l'Union européenne en exemption des droits de douane (mais en restant assujettis à la TVA).

## Lieux et monuments
- Le château de Voltaire
- Le fort L'Écluse
- Le pont de Grésin
- L'église de Thoiry
- L'église Saint Pierre de Pouilly
- L'église Évangélique Mennonite de Saint Genis Pouilly
- Le château des Bains
- L'énorme châtaignier (malheureusement mort)
- L'église Saint-Nicolas de Sergy reconstruite au XIXe.
- Lactourelle à balcons superposés
- le théâtre du Bordeaux
- Le CERN
- Les ruines du petit château fort
- Les sépultures gallo-romaines
- L'église Notre-Dame-Saint-André de Ferney Voltaire
- Château de Divonne
- L'église de Divonne
- Le temple de divonne
- Le casino de Divonne
- Fontaines de Divonne
- Le musée des sapeurs pompiers
- Le col de la Faucille (site classé, ancien lieu d'arrivée de la Course de côte Gex - Col de la Faucille).
- Sites Pailly et du Montrond (tous deux inscrits), table d'orientation.
- Parc naturel régional du Haut-Jura
- Château de Sergy

## Personnalités liées au territoire
- Voltaire
- Érik Truffaz